# Michal Sýkora
Michal Sýkora (ur. 5 lipca 1973 w Pardubicach) – czeski hokeista zawodowy. W latach 1993–2001 grał w lidze NHL na pozycji obrońcy w drużynach: San Jose Sharks, Chicago Blackhawks, Tampa Bay Lightning oraz Philadelphia Flyers.
- Statystyki:
  - W sezonach zasadniczych NHL rozegrał łącznie 267 spotkań, w których strzelił 15 bramek oraz zaliczył 54 asysty. W klasyfikacji kanadyjskiej zdobył więc łącznie 69 punktów. 185 minut spędził na ławce kar.
  - W play-offach NHL brał udział 2-krotnie. Rozegrał w nich łącznie 7 spotkań, w których zaliczył 1 asystę.